# Francisco Boza
Francisco Boza Dibos (* 19. September 1964 in Lobitos, Region Piura) ist ein peruanischer Sportschütze.
Boza hat an acht Olympischen Spielen teilgenommen. Dabei gewann er 1984 in Los Angeles die Silbermedaille. Im Stechen um Gold, Silber und Bronze erzielte er einen Ring weniger als der italienische Olympiasieger Luciano Giovannetti und einen Ring mehr als der US-Amerikaner Daniel Carlisle, der Bronze errang.
Er gehört zu den Sportlern mit den meisten Teilnahmen überhaupt. Auch sein Bruder Esteban Boza hat zweimal als Sportschütze an Olympischen Spielen teilgenommen.